# Partito Nazionale dell'Honduras
Il Partito Nazionale dell'Honduras (in spagnolo Partido Nacional de Honduras, PNH) è un partito politico honduregno fondato il 27 febbraio 1902, con un orientamento conservatore.
Il PNH è ufficialmente membro dell'Unione Democratica Internazionale ed è anche un partito politico osservatore dell'Internazionale Democratica Centrista.
Il PNH è accusato di essersi appropriato di milioni di dollari.

## Storia
PNH e PLH insieme sono i due partiti politici di maggiore rilevanza in Honduras, formando bipartitismo ininterrotto fino agli inizi del XXI secolo. Nella convenzione in data 8 marzo 2008, il PNH ha fatto una serie di riforme del suo statuto, con la quale ha ribadito i suoi principi e valori democratici. Questa riforma statuti sono stati formalizzati mediante pubblicazione nel giornale ufficiale La Gaceta Oficial No. 31599 nella sua pubblicazione in data 6 maggio 2008 numero 31.844 e il 27 giugno dello stesso anno.

## Bandiera
Il PNH ha una bandiera di colore blu, costituito da una tela rettangolare, la cui lunghezza contiene due volte la larghezza; nel centro ha una stella bianca di cinque punte salienti, posizionate in modo che una sua estremità è rivolta verso l'alto; le dimensioni della stella bianca dall'inizio alla fine sono esattamente un terzo della bandiera. I colori della bandiera rappresentano il PNH: cieli azzurri e mari dell'Honduras, la stella bianca solitaria rappresenta la purezza degli ideali di unità, fraternità e disciplina.

## Risultati elettorali
| Elezione          | Voti      | %     | Seggi    |
| ----------------- | --------- | ----- | -------- |
| Parlamentari 2013 | 9.255.904 | 33,64 | 48 / 128 |
| Parlamentari 2017 |           |       | 61 / 128 |